# 雷蒙德 (堪薩斯州)
雷蒙德（英語：Raymond）是一個位於美國堪薩斯州賴斯縣的城市。

## 地方資料
根據2020年美國人口普查的數據，雷蒙德的面積為0.80平方千米，當中陸地面積為0.80平方千米，而水域面積為0.00平方千米。當地共有人口85人，而人口密度為每平方千米106.25人。